# Улица Серафимовича (Архангельск)
Улица Серафимовича — улица в историческом центре Архангельска, проходит от Набережной Северной Двины до проспекта Советских Космонавтов. Протяжённость улицы около километра.

## История

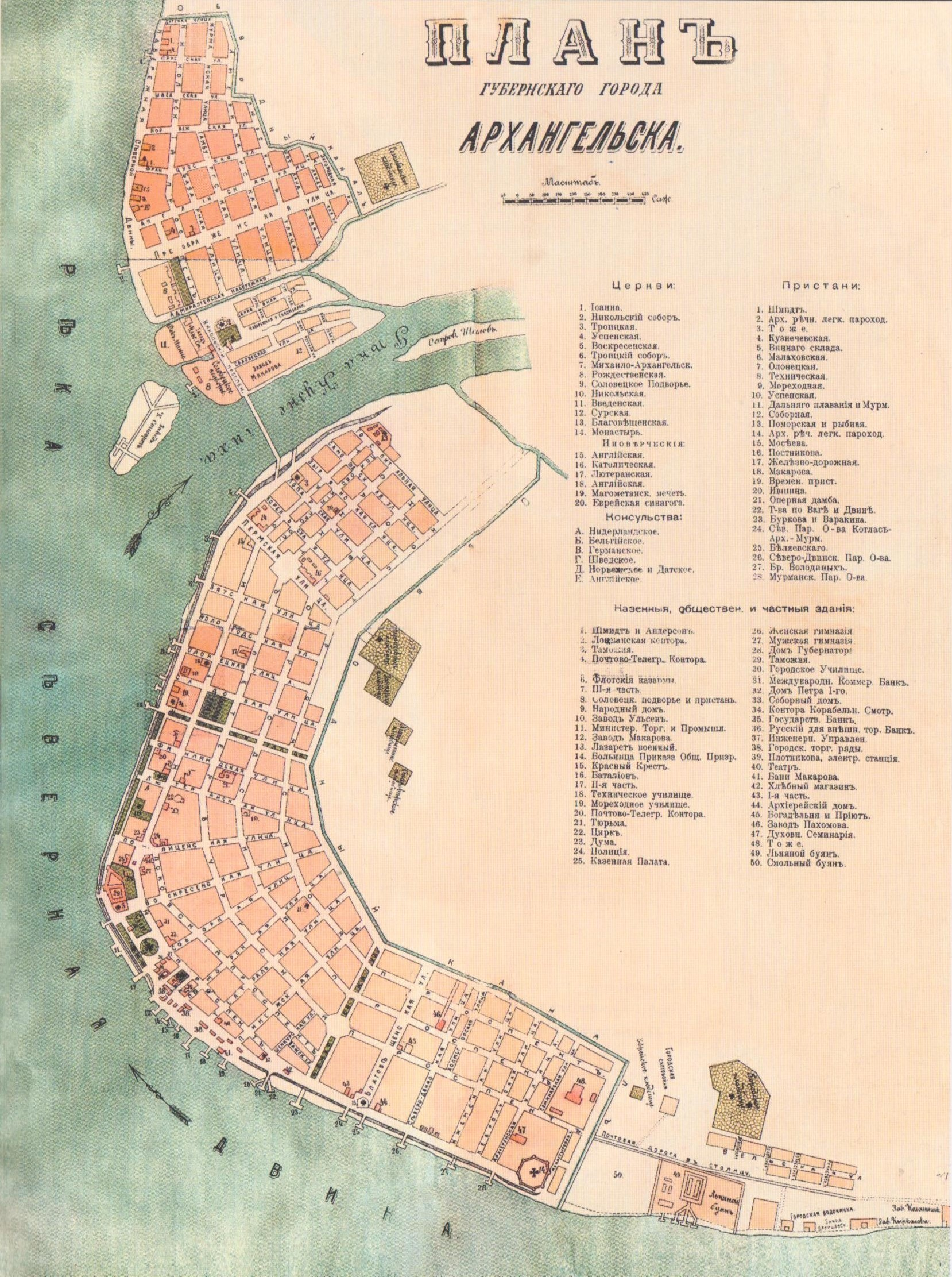
Карта Архангельска 1890 года

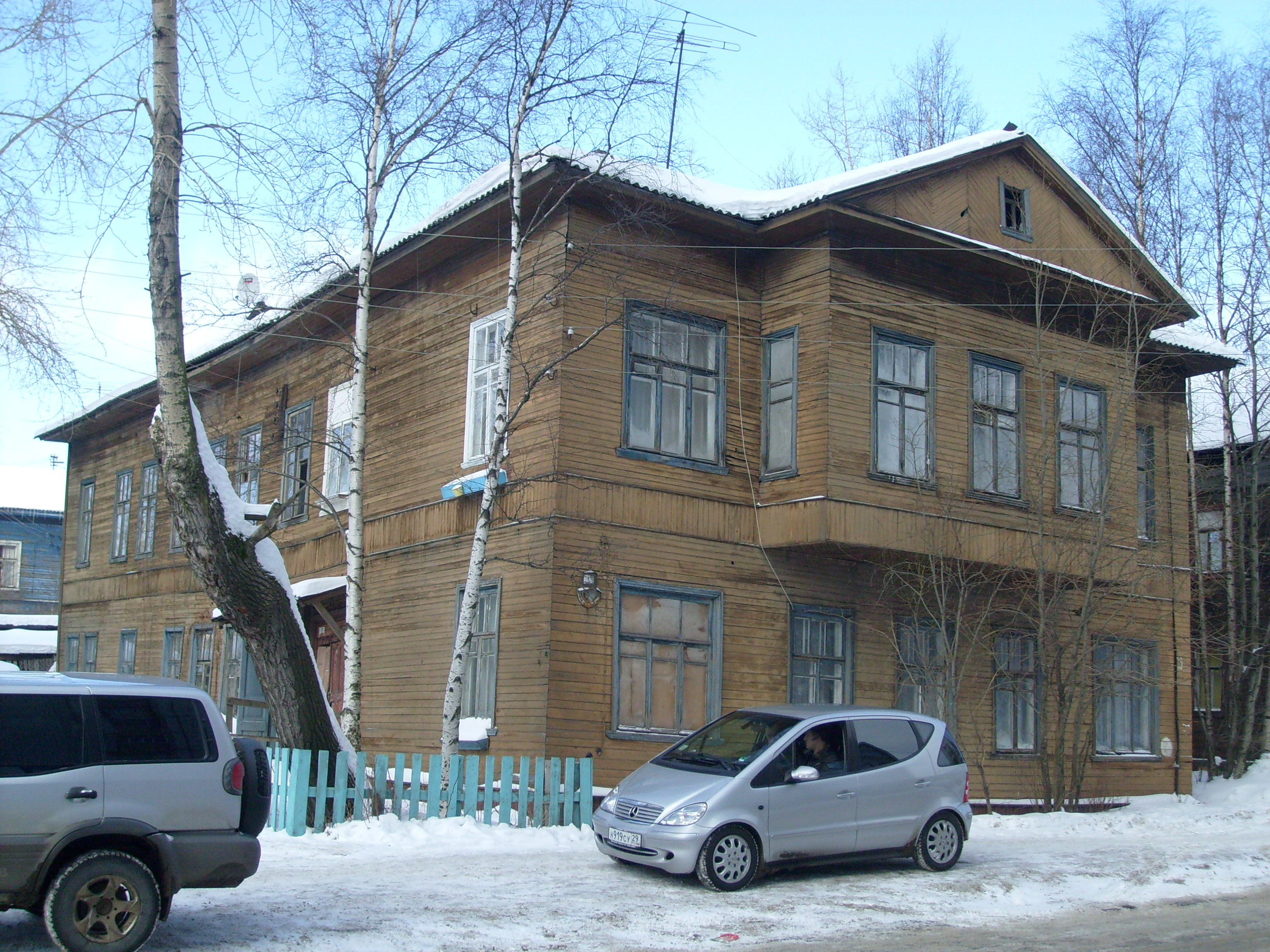
д. 35

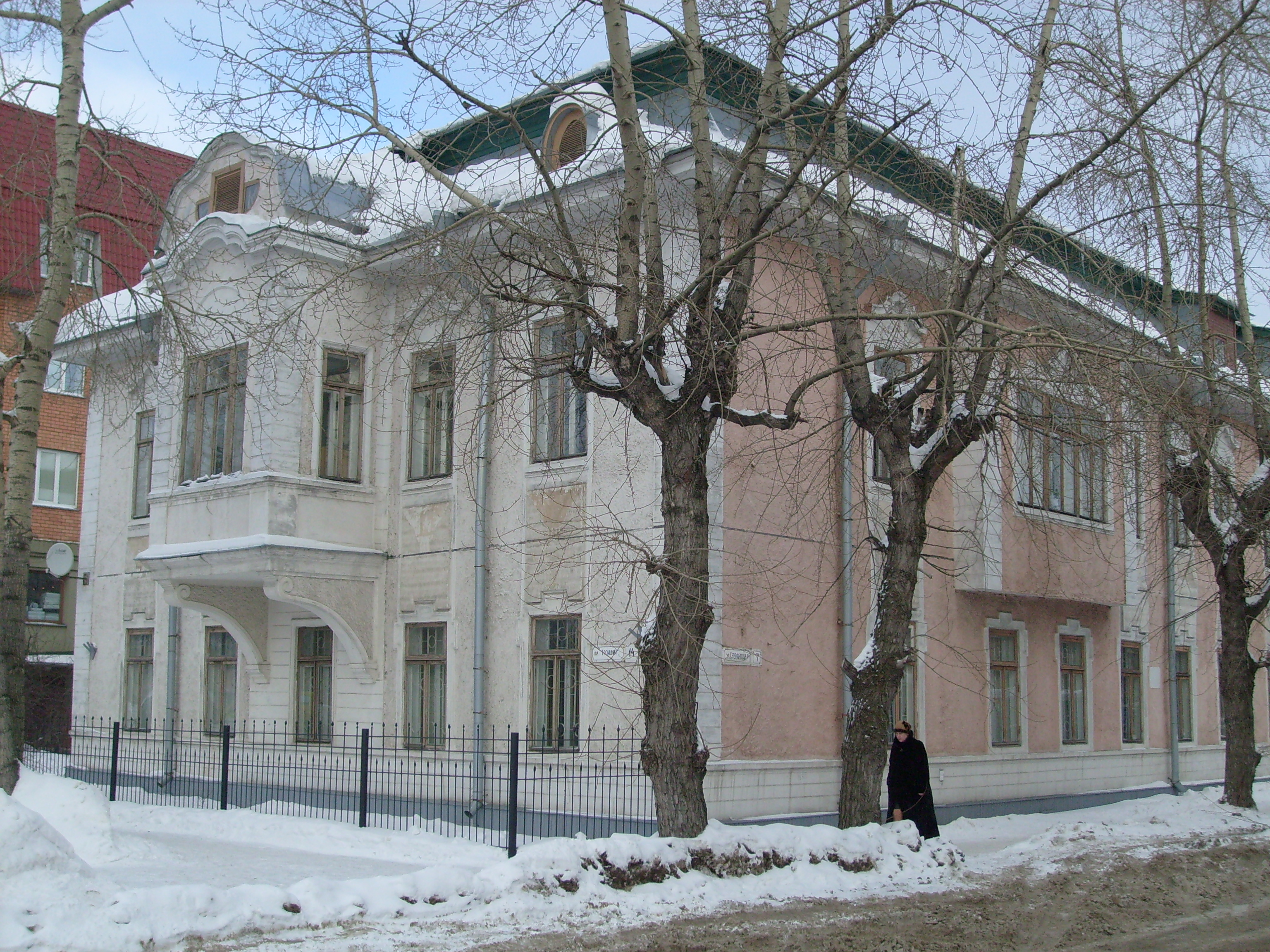
Дом Ульянского

В прошлом неоднократно меняла названия — Садковская (по фамилии местного домовладельца приказчика Соткова (XVIII в.)), Пинежская, Цеховая.
Современное название, с 1933 года, в память советского писателя А. С. Серафимовича (18963—1949). Писатель отбывал ссылку за революционную деятельность в Архангельской губернии, год в Мезени, два года в Пинеге (1887—1890 г.), в эти годы познакомился с революционером Петром Моисеенко, с жизнью поморов. Здесь же им были созданы рассказы «На льдине», «В тундре», «На плотах». Много лет спустя, в феврале 1941 года, писатель приезжал в Архангельск на встречи с трудовыми коллективами.
В феврале 1983 года на улице осуществлён оригинальный строительный проект — деревянный дом на пересечении с Троицким проспектом (д. 7/14 — д. Ульянского) был сдвинут в сторону проспекта Чумбарова-Лучинского более чем на 20 метров.

## Достопримечательности
д. 35 — Дом Е. Ф. Вальневой
дом Ульянского (Ульяновского)